# Сетовне
Сето́вне (рос. Сетовное) — село у складі Макушинського округу Курганської області, Росія. 
Населення — 524 особи (2010, 632 у 2002).
Національний склад станом на 2002 рік:
- росіяни — 86 %